# Jason Earles
Jason Daniel Earles est un acteur américain né le 26 avril 1977,, à San Diego en Californie. Il connaît depuis 2006 un certain succès auprès du jeune public grâce à son rôle de Jackson Stewart, le frère aîné de Miley Stewart dans la série
Hannah Montana et dans le film du même nom sorti en 2009. On retiendra de lui son âge avancé par rapport au rôle d'adolescent de 16 ans qu'il joue dans la série Hannah Montana.

## Filmographie

### Cinéma
- 2004 : Benjamin Gates et le Trésor des Templiers (National Treasure) : Thomas Gates (jeune)
- 2004 : Table 6 : Le garçon dans le bus
- 2005 : American Pie 4 : No limit ! : Ernie
- 2005 : Spécial Ed : David jeune
- 2007 : Gordon Glass : Le boss
- 2009 : Hannah Montana, le film (Hannah Montana: The Movie) de Peter Chelsom : Jackson Stewart
- 2013 : Les Copains super-héros : Jack Schaeffer

### Télévision
- 2003 : Mad TV (Série TV) : Swirley Kid
- 2003 : The Shield (Série TV) : Kyle
- 2004 : Une famille presque parfaite (Still Standing) (série télévisée) : Goran l'invincible
- 2005-2006 : Phil du futur (Phil of the Future) (série télévisée) : Grady Spaggett
- 2006-2011 : Hannah Montana (série télévisée) : Jackson Stewart
- 2008 : Boston Justice (série télévisée) : Mitchy Weston
- 2009 : SOS Daddy (Dadnapped) (Téléfilm) : Merv
- 2009 : Aaron Stone (série télévisée) : Hunter
- 2011 : Disney's Friends for Change Games (Émission TV) : Présentateur aux côtés de Tiffany Thornton
- 2011 : Tatami Academy (série télévisée) : Sensei Rudy
- 2016 : Best Friends Whenever (série télévisée)
- 2022 : High School Musical : La Comédie musicale, la série (série télévisée) : Dewey Wood (saison 3)